# Pioneer One
Pioneer One es una serie de televisión estadounidense de 2010, producida por Josh Bernhard y Bracey Smith. Es notable tanto porque su capital se ha obtenido exclusivamente por donaciones como por ser la primera serie de TV creada para y lanzada en las redes Bittorrent.

## Desarrollo
El primer episodio fue filmado con un presupuesto de 6.000$, adelantados mediante Kickstarter. La serie misma fue lanzada bajo una licencia Creative Commons y es distribuida gratis en colaboración con VODO, al igual que la anterior película independiente de Bernhard, The Lionshare, a través de internet, incluyendo las redes P2P. Hasta ahora, seis episodios han sido producidos (Primera Temporada). La producción del resto de la temporada es costeada a través de donaciones directas de los seguidores de la serie.

## Trama del episodio piloto
Una misteriosa nave espacial entra en la atmósfera terrestre, disparando una respuesta masiva por parte del gobierno estadounidense. Debido a que la nave ha esparcido radiación sobre cientos de kilómetros de la zona rural de Montana, los oficiales piensan inmediatamente en un ataque terrorista, específicamente en la detonación de una bomba sucia. Sin embargo, esa idea es descartada por el investigador principal, lanzando la pregunta retórica "¿quién lanzaría un ataque en Montana?".
Se encuentran restos en Canadá, donde una investigación del lugar del impacto descubre a un ser humano en un traje espacial soviético. Los agentes federales trabajando para el Departamento de Seguridad Nacional de los Estados Unidos son enviados, recibiendo permiso de la Policía Montada del Canadá para operar en Canadá. El hombre está en una condición inestable y sus análisis de sangre iniciales muestran signos de sufrir un cáncer grave, indicando los médicos que en su estado no puede ser trasportado.
Una nota manuscrita en ruso encontrada en el lugar del impacto explica que el hombre es el hijo de un cosmonauta viviendo en una base en Marte. No creyendo la nota y queriendo anunciar un éxito del Departamento de Seguridad Nacional de los Estados Unidos ante la prensa, el DSNEU ordena al agente Taylor que lleve al hombre a los Estados Unidos como sospechoso de terrorismo, a pesar de la gravedad de su estado. Creyendo que la nota puede ser verdad, Taylor ignora sus órdenes y destruye el permiso de la Policía Montada de Canadá, forzando a su equipo a quedarse en el lugar. También recluta al dr. Walzer, un experto que ha escrito muchos libros sobre la posibilidad de supervivencia humana en Marte, para discutir el incidente. Al final del episodio, una señal de radio es escuchada y se muestra la pantalla de un ordenador en el Cosmódromo de Baikonur.

## Episodios

### Temporada 1 (2010 - 2011)
| N.º | # | Título                 | Dirigido por | Escrito por   | Fecha original de estreno |
| --- | - | ---------------------- | ------------ | ------------- | ------------------------- |
| 1 | 1 | «Earthfall (Piloto)»   | Bracey Smith | Josh Bernhard | 16 de junio de 2010       |
| Un objeto del espacio extiende radiación sobre Norteamérica. Temiendo un ataque terrorista, los agentes del Departamento de Seguridad Nacional de EE. UU. son despachados para investigar y contener el daño. Lo que descubren es una reliquia olvidada del antiguo programa espacial soviético, cuyo retorno a la Tierra tendrá implicaciones para toda la humanidad. |   |                        |              |               |                           |
| 2 | 2 | «The Man From Mars»    | Bracey Smith | Josh Bernhard | 15 de diciembre de 2010   |
| El experto en Marte dr. Zachary Walzer (Jack Haley) luchar por probar la validez de la historia marciana. ¿Podrá convencer al gobierno para realizar una misión tripulada a Marte? El agente al cargo Tom Taylor (James Rich) se enfrenta a presiones tanto de los canadienses como de sus propios superior y tiene que hacer una llamada.                             |   |                        |              |               |                           |
| 3 | 3 | «Alone in the Night»   | Bracey Smith | Josh Bernhard | 28 de marzo de 2011       |
| Ahora bajo cuarentena en la base de Calgary durante tres días, Taylor y su equipo han conseguido tiempo para obtener respuestas del supuesto cosmonauta marciano. Pero ¿quién puede hacer que hable? |   |                        |              |               |                           |
| 4 | 4 | «Triangular Diplomacy» | Bracey Smith | Josh Bernhard | 28 de abril de 2011       |
| 5 | 5 | —                      | —            | —             | —                         |
| 6 | 6 | —                      | —            | —             | —                         |

## Reparto
- James Rich como Tom Taylor.
- Alexandra Blatt como Sofie Larson.
- Jack Haley como Dr. Zachary Walzer [Matthew Foster hizo el papel de Walzer en el piloto original.]
- Guy Wegener como Vernon.
- E. James Ford como Dileo.
- Laurence Cantor como Norton.
- Kathleen O'Loughlin como Christa.
- Einar Gunn como McClellan.

## Recepción
Durante la primera semana a partir de su estreno, el episodio piloto fue descargado 420.000 veces, 170.000 descargas más que lo previsto. Hasta el 23 de enero de 2011, los primeros dos episodios han tenido una descarga combinada de 1.788.412 veces. Es difícil estimar cuantas descargas más han tenido lugar a través de otros medios, como el torrent siendo automáticamente añadido en la última versión de μTorrent.
La recepción inicial ha sido positiva, con muchos críticos alabando el show por ser sorprendentemente bueno para ser un proyecto independiente. Por ejemplo, Download Squad describió el primer episodio como "sorprendente.. me encontré deseando que haya más episodios disponibles cuando este acabó." El Festival de Televisión de Nueva York seleccionó a Pioneer One como el "mejor piloto dramático" para su Competición de Pilotos Independientes.
En su salida en DVD y Blu-Ray, la serie contó con subtítulos en numerosos idiomas bajo la dirección de Francesco "Zefram". Los subtítulos en castellano para la versión física corrieron a cargo de Ignacio Bats.

## Financiación
El episodio piloto de la serie fue grabado con un presupuesto de 6.000$ donado por la gente a través de la página Kickstarter. Debido a que el proyecto carece de financiación por los medios tradicionales, como las emisoras de TV o las ventas de DVD, el dinero tiene que venir directamente de los espectadores. El 29 de junio de 2010 se alcanzó el mínimo de 20.000$ para la producción del siguiente bloque de tres episodios. El 11 de febrero de 2011, el proyecto anunció que aceptaría donaciones en Bitcoins.

## Actualizaciones de la producción
El 6 de octubre de 2010, la prensa local anunció que la grabación del segundo episodio se estaba realizando en Binghamton, Nueva York.
El 5 de noviembre de 2010, Rachel McLaughlin informó que ha estado trabajando como coordinadora de producción y directora asistente en Pioneer One y que tres episodios ya habían sido grabados.
El episodio 3 fue presentado el 28 de marzo de 2011 y el episodio 4 será presentado el 29 de abril de 2011. La producción de los últimos dos episodios de la 1.ª temporada está prevista para mayo-junio, en Binghamton, Nueva York, Nueva York y Long Island.